# Richard Mohaupt
Richard Ernst Eduard Mohaupt (Breslau, 14 september 1904 – Reichenau an der Rax, 3 juli 1957) was een Duits componist, dirigent en pianist.

## Levensloop
Mohaupt studeerde muziektheorie, compositie, contrapunt, fuga, piano en orkestdirectie aan het conservatorium van zijn geboortestad. Aldaar werd hij werkzaam als dirigent en pianist. In 1936 had hij zijn eerste grote succes als componist, omdat zijn ballet Die Gaunerstreiche der Courasche binnen het raamprogramma tot de Olympische Zomerspelen 1936 in première ging. Daardoor werd hij in binnen- en buitenland als componist bekend. In Berlijn componeerde hij ook filmmuziek. In 1939 emigreerde hij naar de Verenigde Staten en woonde in New York. Daar had hij met de onder dirigent Dimitri Mitropoulos in première gegane Stadtpfeifermusik groot succes. Tot 1955 was hij werkzaam als componist en muziekleraar in New York. Hij werkte vooral voor de omroep en componeerde filmmuziek.
In 1949 schreef hij voor het "Badische Staatstheater" in Karlsruhe het libretto en de muziek voor de dansburlesque Max und Moritz, die door Alfredo Bortoluzzi gechoreografeerd werd. In 1955 kwam hij weer naar Europa terug en leefde tot zijn dood in Oostenrijk. De première van zijn laatste opera Der gründe Kakadu op een tekst van Arthur Schnitzler beleefde hij niet meer zelf. De bekende dirigent Karl Böhm heeft zich voor de uitbreiding van zijn Stadtpfeifermusik ingezet.

## Composities

### Werken voor orkest
- 1938 Concert, voor piano en orkest
- 1939 Stadtpfeifermusik (Town Piper Music), voor orkest
- 1940 Symphony: Rhythm and Variations, voor orkest
- 1942–1943 Concert voor orkest (gebaseerd op Rode Leger themes)
- 1945 Concert, voor viool en orkest
- 1946 Lysistrata, ballet suite, voor orkest
- 1951 Billy Rings the Bell
- 1955 Banchetto Musicale, voor 12 soloinstrumenten en orkest
- The Story Of Slow Joe

### Werken voor harmonieorkest
- 1940 In modo classico, voor harmonieorkest
- 1953 Stadtpfeifermusik, voor harmonieorkest

### Muziektheater

#### Opera's
| Voltooid in | titel                             | aktes                           | première                    | libretto                                   |
| ----------- | --------------------------------- | ------------------------------- | --------------------------- | ------------------------------------------ |
| 1923        | El-Armanas Erbe                   | voorspeel, 3 bedrijven          | 1923                        |                                            |
| 1932        | Aufruhr in Burleskien, op. 7      | voorspeel, 3 bedrijven, epiloog | 1932                        | naar Aristophanes                          |
| 1936-1937   | Die Wirtin von Pinsk              | 3 bedrijven                     | 10 februari 1938, Dresden   | Kurt Naue naar Carlo Goldoni "Mirandolina" |
| 1949        | Die Bremer Stadtmusikanten        | 2 bedrijven                     | 15 juni 1949, Bremen        | Theo Phil                                  |
| 1954        | Double Trouble (Tweeling-komedie) | 1 akte                          | 4 december 1954, Louisville | Roger Maren naar Titus Maccius Plautus     |
| 1956-1957   | Der grüne Kakadu                  | 1 akte                          | 16 september 1958, Hamburg  | naar Arthur Schnitzler                     |

#### Balletten
| Voltooid in | titel                            | aktes | première                                 | libretto                                                         | choreografie       |
| ----------- | -------------------------------- | ----- | ---------------------------------------- | ---------------------------------------------------------------- | ------------------ |
| 1936        | Die Gaunerstreiche der Courasche |       | 1936, Berlijn                            | van de componist, naar Hans Jakob Christoffel von Grimmelshausen |                    |
| 1949        | Max und Moritz                   |       | 1949, Karlsruhe                          | van de componist naar Wilhelm Busch                              | Alfredo Bortoluzzi |
| 1957        | Der Weiberstreik von Athen       |       | 1957, Karlsruhe, Badisches Staatstheater | van de componist naar Lysistrata van Aristophanes                |                    |

### Kamermuziek
- 1940 Muezzin's Song, voor althobo en piano
- 1940 Nocturno, voor hobo en piano

### Filmmuziek
- 1943 Ona zashchishchayet rodinu
- 1950 Farewell to Yesterday